# La Tribune des arts
La Tribune des arts est une revue bilingue suisse consacrée à l'art et à l'horlogerie. Elle fut fondée en 1979 et parait neuf fois par an, en supplément de la Tribune de Genève et, pour les éditions spéciales, dans les Journaux 24heures.ch et Finanz und Wirtschaft.
C’est la société Tamedia basée à Genève qui se charge de son édition.

## Historique
La Tribune des arts est créée en 1979 et paraît, mensuellement, avec la Tribune de Genève. Au fil du temps, elle passe entre les mains d'éditeurs romands tels que Edipresse et Edipresse Luxe. En 2012, elle se restructure et choisi d'être plus moderne, plus transparente et met en avant une indépendance journalistique assumée. Sa parution passe à neuf volumes par an dont deux numéros spéciaux consacrés à l'Horlogerie de luxe.

## Noms
Si le nom La tribune des arts est resté le même, certains volumes portent des sous-titres variables. Ces sous titres sont les suivants : 
- Tribune des arts : magazine de des arts et de l'horlogerie
- Tribune des arts : le magazine romand de l'horlogerie et des arts
- Tribune des arts : magazine mensuel de la Tribune de Genève
- Tribune des arts : numéro spécial
- Tribune des arts : hors série

## Thèmes
Ce magazine propose une vision au sens large de l'art et les sujets sont multiples.
Voici un aperçu de ceux revenant le plus souvent : 
- Interviews d'acteurs du monde artistique
- Reportages
- Expositions artistiques
- ADN d'une marque liée au luxe ou à l'art
- Portfolios photographiques
- Vernissages d'expositions
- Horlogerie
- Peinture
- Voyages
- Cinéma
- Danse

## Rédacteurs
Actuellement, le rédacteur en chef est Jean-Daniel Sallin qui était précédemment Journaliste de presse écrite, plus particulièrement dans le sport. Les autres rédacteurs engagés de manière fixe sont Madame Sylvie Guerreiro et Monsieur Michel Bonel. Les autres contributeurs varient.

## Éditeurs
Entre 1979 et 2007, l'éditeur de La Tribune des arts est la Tribune de Genève. En 2007, c'est Edipresse qui en prend la responsabilité. En 2009, Edipresse annonce qu'elle intègre ses activités suisses au groupe Tamedia, ce qui sera complètement effectif en 2013.

## Périodicité
Dès sa création, La Tribune des arts paraît neuf fois par an. Elle peut ainsi être considérée comme une publication mensuelle. Elle comporte chaque année deux numéros spéciaux en mars et en décembre. Ces numéros sont consacrés à l'horlogerie et aux bijoux. Ils sont encartés dans 24 heures et dans Finanz und Wirtschaft.